# Tumba 100
Tumba 100 é uma tumba decorada do Antigo Egito de Nacada II (3500–3200 a.C.) descoberta em Hieracômpolis, no Alto Egito. Foi encontrada por James Edward Quibell em 1902 na escavação do sítio e fragmentos da decoração estão no Museu Egípcio do Cairo. A decoração é composta por duas procissões com grandes barcos e vários motivos subsidiários (animais domados e aprisionados, cativos e cenas isoladas de caça e combates). Os historiadores aceitam que era de um faraó (rei) local.